# 鄭僑生
鄭僑生，清朝政治人物。
康熙六年（1667年）中式丁未科二甲進士。官遵化縣知縣。康熙十六年（1677年），因孝陵在遵化之故，升遵化縣為州，並將豐潤縣劃歸其屬。鄭僑生即升知州。曆官湖廣提學僉事。
曾修《遵化州志》。